# ذرت خوشه‌ای
ذرت خوشه‌ای گیاهی از خانواده غلات است. کم توجهی به شباهت ظاهری این گیاه با ذرت و ارزن به راحتی میتواند باعث اشتباه در تشخیص نوع هر یک از آنها شود. اگر چنین قصوری از سوی مسئولین آمار زراعت و کشاورزی رخ دهد باعث مغلوط شدن آمار سطح کشت این گیاهان و موجب خسارات ملی میشود. برخی بجای جایگزینی ساختارهای نو با روش‌های قدیمی و همچنین توجه به تفاوت‌های ظاهری این گیاه با هم خانواده‌هایش و تشخیص دقیق نوع هر گیاه، مدعی شده‌اند که اشکال در اسم این گیاه است، بنابراین برای حل این مشکل بزعم خود به تقلید از فنگلیش از اسم سورگوم برای این گیاه استفاده می‌کنند.
ذرت خوشه‌ای از نظر اهمیت در بین غلات در دنیا بعد از گندم، برنج، ذرت و جو در مقام پنجم قرار دارد.
آمار سطح زیر کشت ذرت خوشه‌ای در ایران در سال ۱۳۶۵ فقط شش هکتار گزارش شده که در سال ۱۳۸۲ به حدود ۴۰ هزار هکتار افزایش یافته‌است.
توده‌های زراعی بومی ذرت خوشه‌ای در ایران در مناطق جنوب خراسان، سیستان و بلوچستان، کرمان، اصفهان،  یزد، گیلان، مازندران و بنادر جنوبی به‌طور پراکنده وجود دارد.

## انواع ذرت خوشه‌ای
سورگوم‌ها بر حسب نوع مصرف به ۵ دسته تقسیم می‌شوند.
۱ – ذرت خوشه‌ای دانه ای Grain Sorghum :از دانه‌های ان به عنوان غذای انسان، دام و طیور استفاده می‌شود.
۲ – ذرت خوشه‌ای علوفه ای Grass Sorghum: به نام سرگو sorgo) معروف است. دارای ساقه‌های بلند آبدار و شیرین است. سودان گراس از ارقام ذرت خوشه‌ای علوفه است که گیاه یک ساله با ساقه‌های باریک و قدرت پنجه زنی بالا است.
1. ذرت خوشه‌ای شیرین یا قندی Sweet Sorghum :ساقه‌های بلند این گیاه حاوی مواد قندی است. از شیرآبه ساقه قند مایع تولید می‌شود. عملکرد آن بیشتر از ذرت خوشه‌ای دانه‌ای است لذا برای تولید علوفه سبز و سیلوی کشت می‌شود.
2. ذرت خوشه‌ای جارویی broom sorghum: به دلیل انشعابات زیاد و طویل و خوشه برجسته به عنوان جارو استفاده می‌شود.
3. ذرت خوشه‌ای مومی waxy sorghum: اندوسپرم این گیاه داری موم است که برای ساختن چسب به کار می‌رود.

## سازگاری در ایران
ذرت خوشه‌ای با شرایط آب و هوایی ایران به ویژه مناطق گرم و خشک و معتدل آن سازگاری خوبی دارد. این گیاه در سنجش با ذرت دارای سیستم ریشه‌ای افشان خیلی وسیع است که در حجم زیادی از خاک نفوذ کرده و رطوبت بیشتری جذب می‌کند. این گیاه برای رشد و نمو نسبت به سایر غلات به آب کمتری نیاز دارد. چنان‌که آزمایش‌های نشان داده‌است که ذرت خوشه‌ای برای تولید یک کیلوگرم ماده خشک به ۳۳۲ لیتر آب نیاز دارد در صورتی که این نیاز آبی برای ذرت ۳۶۸ لیتر، جو ۴۳۴ لیتر و گندم ۵۱۴ لیتر است. رشد ذرت خوشه‌ای در دوره خشک در مواجه با کم‌آبی متوقف می‌شود و با شروع بارندگی یا آبیاری، دوباره شروع می‌شود. این گیاه رطوبت بیش از حد را نیز بهتر از سایر غلات منهای برنج تحمل می‌کند. در مقایسه با ذرت که درصورت زیادی آب در پای بوته از بین می‌رود، ذرت خوشه‌ای در چنین شرایطی، به رشد خود ادامه می‌دهد. ذرت خوشه‌ای تحمل خوبی نسبت به شوری آب و خاک، خشکی و مسمومیت آلومینیوم دارد.

## گیاه‌شناسی
سرگوم غله‌ای بدون پوسته (هال) است. کروی شکل می‌باشد. وزن آن بین ۲۰ تا ۳۰ میلی‌گرم است. به رنگ‌های مختلف اعم از سفید، زرد، قرمز، قهوه‌ای و… دیده می‌شود؛ که معمولترین آن‌ها زرد و قرمز است. سرگوم از سبوس، آندوسپرم و جوانه تشکیل شده ات.

### تفاوت‌های اساسی سرگوم با سایر غلات
(۱)رنگریزه‌های سرگوم به جای اینکه در لایه تستا واقع شده باشند در لایه‌های داخلی تر سبوس قرار دارند.
(۲)نوعی سرگوم به نام سرگوم مقاوم به حمله پرندگان داریم که این واریته مقدار قابل توجهی تانن را در خود ذخیره کرده‌است که سبب تلخی آن می‌شود.

## موارد مصرف ذرت خوشه‌ای
موارد مصرف دانه ذرت خوشه‌ای به موازات مصارف ذرت و جو است، از آن به عنوان غذای انسان و تهیه خوراک برای دام و طیور و همچنین در صنایع نشاسته و الکل سازی استفاده می‌شود. ترکیبات شیمیایی دانه ذرت خوشه‌ای بسته به ارقام مختلف، متفاوت است. میزان پروتئین آن‌ها از ۸ تا ۱۶ درصد تغییر می‌کند و ارقام تجارتی دارای ۱۰ تا ۱۳ درصد پروتئین است مقادیر لیزین، میتونین، فیبر خام، خاکستر و فسفر ذرت خوشه‌ای به‌طور متوسط مشابه ذرت است.

## مصرف در بعد مکانی
ذرت خوشه‌ای در کشورهای پیشرفته به عنوان خوراک دام و طیور مورد استفاده قرار می‌گیرد.
این دانه‌ها دارای ماده‌ای به نام تانن هستند که کمتر از دو درصد آن یک عامل مثبت در تغذیه به حساب می‌آید. میزان تانن ارقام موجود در کشور کمتر از یک درصد و در ارقام اصلاح شده در ایران کمتر از ۵/۰ درصد است. امروزه تانن در تغذیه نشخوارکنندگان باعث جذب بیشتر پروتئین و نشاسته خوراک دام می‌شود و به عنوان یک آنتی‌اکسیدان و آنتی‌بیوتیک طبیعی عمل می‌کند و ضمن پیشگیری از عارضه اسیدوز باعث افزایش تولید شیر، درصد چربی، پروتئین و لاکتوز شیر می‌شود. زمانی که ۵۰ درصد خوراک ماکیان از ذرت خوشه‌ای دانه‌ای تشکیل شده باشد در مرغهای گوشتی باعث بهبود صفات کیفی نظیر کاهش چربی محوطه بطنی و افزایش کیفیت گوشت می‌شود. عملکرد ذرت خوشه‌ای دانه‌ای بسته به ارقام مختلف، حاصلخیزی خاک، شرایط آب و هوایی از ۱۱–۲ تن در هکتار متغیر است و عملکرد ارقام اصلاح شده در ایران ۱۱–۵ تن در هکتار است.

## برداشت و مصرف
زمانی که دانه ذرت خوشه‌ای می‌رسد و آماده برداشت می‌شود، ساقه و برگ این گیاه هنوز سبز و آبدار است که با توجه به کمبود علوفه در ایران از آن‌ها می‌توان به عنوان علوفه استفاده کرد. در کشورهای پیشرفته این بقایا را با ماشین‌آلات خرد کرده و به خاک برمی‌گردانند که ضمن افزایش کیفیت خاک از فرسایش بادی و آبی نیز جلوگیری به عمل می‌آورند.
ذرت خوشه‌ای علوفه‌ای چنانچه از نام آن بر می‌آید برای مصرف علوفه به صورت سیلو، چرای مستقیم یا برداشت به صورت علوفه تر یا خشک برای مصرف در خارج مزرعه مورد استفاده قرار می‌گیرد. واریته‌های با ظرفیت تولید بالا در شرایط آب و هوایی مناسب در ایران در ۳–۲ تن و در چین ۱۰۰ تا ۱۵۰ تن در هکتار علوفه تر تولید می‌کنند که ۲۵–۲۰ درصد آن ماده خشک است. میزان پروتئین ذرت خوشه‌ای علوفه‌ای بسته به ارقام مختلف متفاوت است و از ۹ تا ۱۸ درصد تغییر می‌کند. ذرت خوشه‌ای علفی دارای ساقه‌های نازک است که منهای سیلو کردن سایر موارد مصرف ذرت خوشه‌ای علوفه‌ای را دارا است.
در ساقه اکثر ذرت خوشه‌ای‌ها مقداری قند وجود دارد و میزان قند در ساقه ذرت خوشه‌ای شیرین بیشتر از سایر ذرت خوشه‌ایهاست این موضوع در طی سالیان دراز به اثبات رسیده‌است اما به صورت کریستال درآوردن قند آن هنوز مشکلات زیادی دارد. اما از شیره آن می‌توان به صورت شربت در کمپوت سازی، نوشابه سازی، داروسازی و سایر صنایع استفاده کرد. مزیت این شربت در کمپوت‌سازی در این است که چون به راحتی بلورین نمی‌شود بنابراین شکرک نمی‌زند. کشت‌وکار ذرت خوشه‌ای شیرین در مقایسه با نیشکر و چغندر قند خیلی راحت و کم هزینه، ولی استحصال قند از آن در مقایسه با آن‌ها خیلی پرهزینه است.